# Mladějovský vrch
Mladějovský vrch (648 m n. m.) je vrch v okrese Svitavy v Pardubickém kraji. Leží asi 1,5 km jihozápadně od obce Mladějov na Moravě na jejím katastrálním území.

## Geomorfologické zařazení
Geomorfologicky vrch náleží do celku Svitavská pahorkatina, podcelku Českotřebovská vrchovina, okrsku Hřebečovský hřbet a podokrsku Koclířovský hřbet.